# Mas

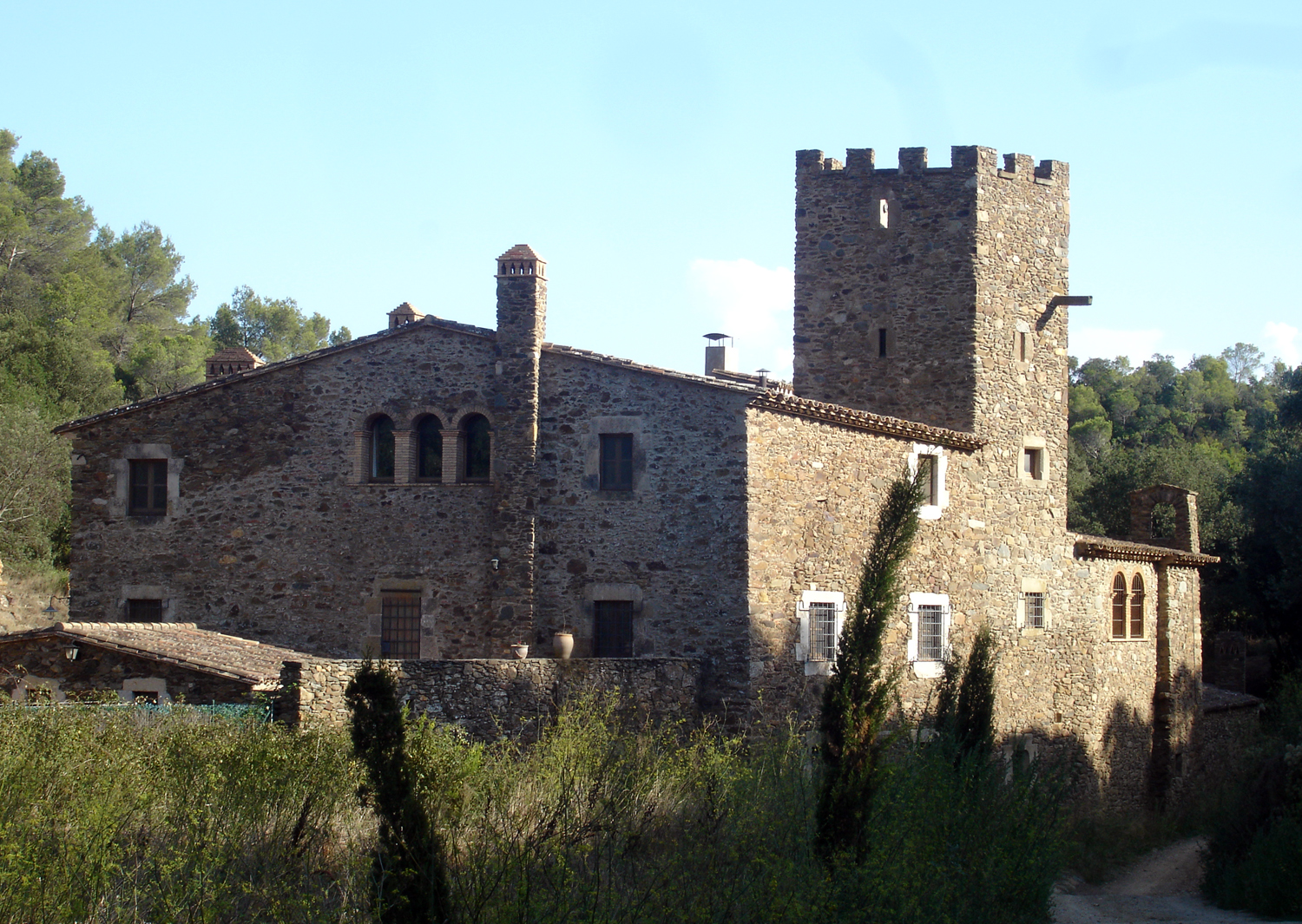
Un mas fortificado ubicado en Vall-llobrega, Gerona.

Un  mas (en catalán y español de Aragón), en español también pardina, es una explotación agraria de tipo tradicional (comprendidos las tierras, los edificios agrícolas y los de residencia) en las comunidades autónomas españolas de Cataluña, Comunidad Valenciana y parte de Aragón. El término deriva del latín mansio, que significa albergue.

## Origen e historia
Tiene su origen en la alta Edad Media y en Cataluña se desarrolló principalmente en las comarcas de Cataluña Vieja, especialmente en el Solsonés, Bergadá, la Garrocha y el Ripollés. En estas zonas, la orografía del terreno obligaba a los señores feudales a fraccionar sus tierras para obtener mayores beneficios económicos. Solían localizarse en áreas semimontañosas (generalmente, hasta los 1500 metros de altura) donde se podían utilizar las terrazas naturales para realizar explotaciones variadas. En el Antiguo Reino de Valencia se establecieron principalmente en las comarcas interiores, sustituyendo a las alquerías.
Los masos feudales solían estar explotados por una familia, los masovers (en catalán) o masoveros, los cuales trabajaban y residían en el mas mediante un contrato de arrendamiento. En el caso de querer abandonarlo, los arrendatarios debían abonar una redención al propietario de las tierras (remensa). Un mismo campesino podía tener varios mases de un mismo señor arrendados. En este caso, el mas principal recibía el nombre de capmàs (en catalán). También se denominaba mas a las pequeñas explotaciones agrarias privadas, exentas de cargas señoriales, destinadas a la subsistencia familiar (en catalán, mas aloer).
Durante el siglo XIV, a causa de las diversas epidemias, especialmente la de peste ocurrida en 1348, numerosos mases quedaron abandonados (en catalán, masos rònecs). Generalmente las casas no volvían a ser habitadas mientras que las tierras quedaban integradas en enfiteusis a las de otros mases.
A partir del siglo XV la estructura del mas se extendió por el resto de Cataluña. El campesinado catalán vivió un periodo de especial prosperidad, sobre todo tras la Sentencia de Guadalupe, lo que colocó a sus propiedades en el punto de mira de piratas y bandoleros. Por ello, durante los siglos XVI y XVII numerosos mases fueron fortificados para evitar ser atacados.
En algunas comarcas los mases de mayor tamaño reciben el nombre de masías lo que ha llevado a una cierta confusión entre ambos términos. Por su parte, en la Comunidad Valenciana  mas hace referencia a la parcela de terreno y masía a la casa de campo desde la cual se administra el mas. Si el terreno es de pequeño tamaño, recibe en catalán el nombre de maset. En la Comunidad Valenciana mas y masía se reserva para las construcciones y cultivos en tierras de secano, tradicionalmente en el interior, mientras que las estructuras análogas en zonas de regadío, más cercanas a la costa, reciben el nombre de alquería y riurau.

## Aragón
En Aragón se utiliza el término pardina, además de mas. Su origen en Aragón es debido a la difícil orografía y la baja productividad de las tierras y pastos. Además, las diferentes oleadas de peste provocaron que durante la Edad Media se abandonaran muchas pequeñas poblaciones, quedando bastas extensiones deshabitadas. Esto fomentó la creación de explotaciones agropecuarias y forestales aisladas. Solían instalarse en zonas de paso, ya que también solían tener una gran actividad comercial y de hospedaje.
Sus habitantes solían tener un gran vínculo con los municipios cercanos y con otras pardinas o mases, constituyendo una red de relaciones sociales y económicas que fue de gran importancia hasta finales del siglo XIX. En estas fechas Félix de Azara realizó un estudio en el que las catalogó y analiza las posibles causas de su decadencia, entre las que destacan las mejoras de las comunicaciones, el cambio económico y las pestes.